# Jesienny maraton
Jesienny maraton (ros. Осенний марафон; Osiennnij marafon) – radziecki komediodramat z 1979 roku w reżyserii Gieorgija Danelija.

## Obsada
- Oleg Basilaszwili jako Andriej Buzykin
- Natalja Gundariewa jako Nina, jego żona
- Marina Niejołowa jako Ałła
- Jewgienij Leonow jako Charitonow
- Norbert Kuchinke jako profesor Hansen
- Nikołaj Kriuczkow jako wujek Kola
- Galina Wołczek jako Warwara

Źródło:

## Nagrody
- 1979: Złota Muszla dla najlepszego filmu na 27. Międzynarodowym Festiwalu Filmowym w San Sebastian
- 1979: Nagroda FIPRESCI i dyplom związku zawodowego dziennikarzy na Międzynarodowym Festiwalu Filmowym w Wenecji (Biennale - 79)
- 1980: Nagroda Główna na Wszechzwiązkowym Festiwalu Filmowym w Duszanbe
- 1980: Nagroda Towarzystwa Przyjaźni Czechosłowacko-Radzieckiej na XXII Międzynarodowym Festiwalu Filmowym w Karłowych Warach
- 1980: Główna Nagroda oraz Nagroda Towarzystwa Przyjaźni Czechosłowacko-Radzieckiej na Festiwalu Filmowym Ludzi Pracy CSRS
- 1980: Wyróżnienie Międzynarodowego Jury Ewangelickiego (Interfilm) na XXX Międzynarodowym Festiwalu Filmowym w Berlinie Zachodnim

Źródło: